# Гуардия-Ломбарди
Гуардия-Ломбарди (итал. Guardia Lombardi) — коммуна в Италии, располагается в регионе Кампания, в провинции Авеллино.
Население составляет 2029 человек, плотность населения составляет 37 чел./км². Занимает площадь 55 км². Почтовый индекс — 83040. Телефонный код — 0827.
Покровителем коммуны почитается Лев IX, папа Римский, празднование 19 апреля.